# 派遣議員

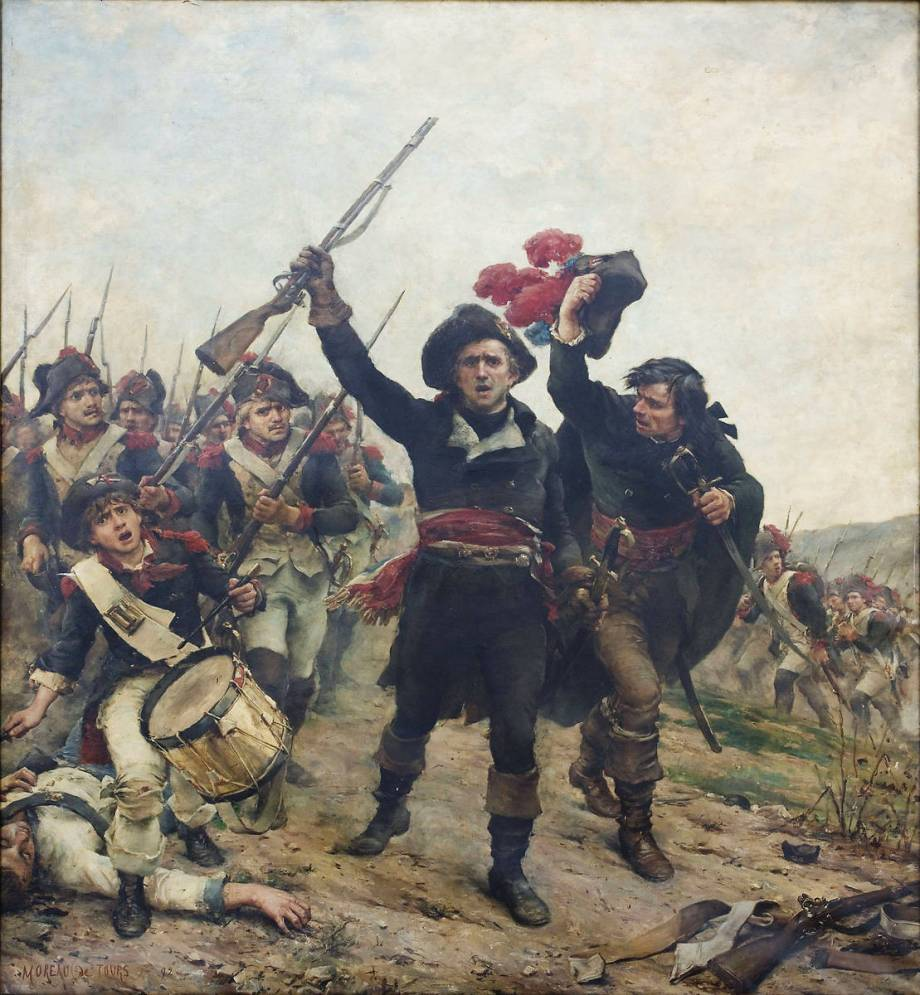
『ワッチニー会戦のカルノー』, カルノーの装いは派遣議員のもの

派遣議員（はけんぎいん, 仏: Représentants du peuple en mission, 英: Representative on mission）とは、フランス革命の1792年から1795年にかけて、フランス革命戦争において危機に陥った国民公会が、地方および軍隊に派遣した全権代表である。派遣議員制度は4つの法令によって成立し、最初の法令あるいは制度化以前の議会代表は、コミッサールという言葉で呼ばれていたため、派遣委員（仏: Commissaires en mission）とも言う。
無制限の権限が付与されたのが特徴で、複数名の議員団で行動して、軍隊のための人員徴募、食糧、武器等の軍需品の徴発、将軍や部隊の監視などを行ったが、任務の妨げになるものが発生した場合には、臨時に行政命令や武力行使を含むあらゆる手段が可能であった。派遣議員は、事実上、独裁者であったと言える。短期間ではあったが、派遣議員による極端な権力の行使は、少なからずフランス革命そのものを混乱に陥れた。
危機が峠を越えると、公安委員会はフリメール14日法を制定して派遣議員の権限に一定の制限を加えた。1794年4月15日には9名の密使（Agents secrets）を任命して派遣議員を監視させ、腐敗したり、行き過ぎた行動をとっていた者をパリに召喚するなどして調整を試みた。しかし結果的には粛清を恐れた彼らによってテルミドールのクーデターが起こされて、政権は覆されることになった。
末期国民公会でも派遣議員制度は継続されたが、穏健派から主に選出され、過激な政策は影を潜めた。共和暦3年憲法の制定と共に従来の制度は廃止された。総裁政府の両院も軍に議員を派遣することはあったが、権限はなく、連絡役に過ぎなくなった。

## 歴史

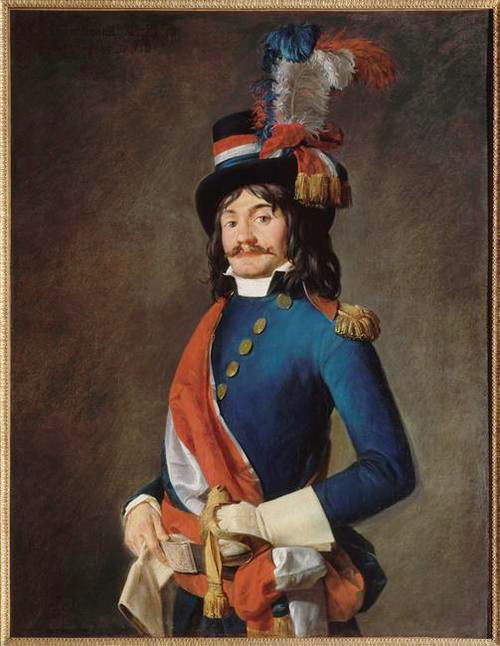
国民公会議員ジャン＝バプティスト・ミローの肖像。ライン軍付きの議員で、派遣議員の服装をしている。（ダヴィッド作）

### 制度と法令
フランス革命では憲法制定国民議会の頃から、議員が特定の任務を帯びて地方や軍隊に派遣されるということが行われていた。国民公会も発足の次の日である1792年9月22日にオルレアン地方の秩序を回復するために3名の議員を派遣したのを皮切りに、度々議員を各地や軍隊に派遣した。臨時行政会議や後の公安委員会からも独自に議員や市民代表が派遣された。派遣された議員は1792年3月から1794年7月までの間でおよそ130名に及んだ。しかし当初は制度として確立されたものではなく、あくまでも臨時の例外的な手段でしかなかった。いずれの議会でも派遣案件ごとに議員を指名して任務を与え、議決を出して送り出していた。これが恒久的な制度となった発端は、1793年に対外戦争の危機が増大して、巻き返しに30万人募兵令を布告したことにあった。
国民公会は、募兵令が全国で実施されることを監督する目的で、1793年3月9日の法令（Décret envoyant 82 commissaires en missions dans les départements）を布告した。これはパリを除くフランス全土を41の区域（およそ1区域で2つの県）に分け、1つの区域に2名の議員を配置するもので、この時に82名の派遣議員（派遣委員）が指名された。その任務は地方住民に祖国の危機を知らせて募兵に応じるように仕向けることであったが、地方当局の抵抗をも排除できるように強大な権限も付与されており、「反革命嫌疑者の職務を一時停止したり逮捕したり、軍事力を動員することのできる権利」(第8条)を有していた。直後に西部ではヴァンデの反乱が起こったので、任務の完遂には数ヶ月を要し、そのまま年末まで地方に留まって地方長官のように振る舞う者も現れた。
さらにシャルル・フランソワ・デュムーリエ (Charles-François Dumouriez) 将軍の裏切りによる軍隊の混乱を受けて軍司令官を監視する必要性が浮上した。4月9日、国民公会は各方面軍 (Armée révolutionnaire française) （10〜12個の方面軍が当時のフランス軍には存在した）に3名の派遣議員を同行させる法令（Décret qui établit trois représentants près chaque armée, et règle leurs fonctions et attributions）が布告した。これらは毎月1名ずつ改選された。任務は臨時行政会議の委員（Commissaires du Conseil exécutif provisoire, Agents du Conseil exécutif）、将軍、士官、兵士らの活動を監視すること、および軍の再編（または後方支援）で、職務遂行にはあらゆる手段をとることが容認され、無制限の権力が与えられた。これには監視対象の職務停止権限と逮捕権が含まれ、容疑者は積極的に革命裁判所へ送致して審判を受けさせるように命じられた。この法令は前回と異なり、常設の制度を意図したものであったが、急遽、事件の1週間後に法制化されたので条文はわずか6条と、具体性にやや欠いた。
そこで1793年4月30日（共和暦1年花月11日）の法令（Décret réorganisant les missions de représentants près des armée）では内容を充実するように改訂された。フランス全土は11の管区に分けられ、それぞれ2〜4名の派遣議員を配置することが定められた。(第2条）軍の再編成と強化のためにあらゆる手段を用いる許可と、そのための無制限の権限を与えたところは前回同様で(第10〜18条)、またこの時、名称も派遣議員（Représentant du peuple）で統一されることになった。派遣議員には代理人（）（Agent）を任命して権限を委譲することも認められた。(第18条）派遣議員は国民公会に対しては毎週、公安委員会に対して毎日その職務状況を報告する義務を負った。(第20条）派遣議員同士がバラバラに仕事を行って現場を混乱させないように、公安委員会は中央機関として彼らに訓令を与えることが規定された。(第23条）公安委員会の権限強化とともに、派遣議員は報告義務のある国民公会ではなく、公安委員会の指示で動くようになった。
5月7日の指令（Plan de travail, de surveillance et de correspondance proposé par le Comité de salut public aux représentants du peuple deputes près les armées de la République）では、公安委員カンボンの提案で派遣議員制度を地方行政に組み込む重要な変更があった。これによって派遣議員は軍隊の強化と維持に関する政令だけではなく、一般行政全般に対しても強大な権限が認められるようになった。各県には中央連絡委員会（Comité central de correspondance）が組織され、この委員会はジャコバン・クラブなどの人民結社（民衆協会）の会員や地方当局の官僚、一般市民の中から、善良で積極的な革命協力者を選抜して構成された。その任務は派遣議員への地元からの情報提供、諮問機関であるというのが建前であったが、現実的には独裁権限を持つ派遣議員は、恣意的に自分の手先となる追随者を集めて、独自の執行機関としたものであった。派遣議員は警察部門としてコミューンの監視革命委員会も管理しており、臨時立法権も持っていたので、完全に三権を独占する、文字通りの独裁者となった。革命軍 (fr:Armée révolutionnaire) が創設された後では、これも派遣議員の実行部隊に組み入れられたところもあった。歴史家ジョルジュ・ルフェーブルが指摘したように、少人数の革命家の手にすべてが委ねられたわけである。

### 革命的行政
元来、憲法制定議会は1789年12月22日の地方自治法と1791年憲法によってフランスの地方行政制度を完全な地方分権として設計した。各県には選挙で選ばれた行政官と副行政官が国王任命によって配置された。行政官の主な仕事は県の予算配分と租税および国庫収入の管理であった。県行政部を構成するのは、選挙人集会で選ばれた36名からなる総参事会（Conseil général, 任期4年、2年毎に半数改選）で、これが定例会議を開いて細則を定めた。県執行部は総参事会員の代表（総裁）8名（2年毎に半数改選）が行った。中央政府との連絡は同様に選挙で選ばれる監査官 (fr:procureur général syndic) が行い、地方では国王の代理として大臣の直接指示を総参事会に助言するという形で機能した。国王は、行政官と監査官に対して罷免権があり、地方行政命令を無効にする権限もあって、一定の抑止力を持ったが、8月10日事件で王制が打倒されると、中央と地方との関係は断絶された。

地方には、中央権力すなわち国民公会を代表する存在がおらず、中央と地方との連係が上手くいかないという構造的な弊害は、総参事会が主に穏和ブルジョワジーによって掌握されていたという事情で、より複雑になった。彼らは主にジロンド派を支持していた。国民公会が革命の進展とともに急進主義に傾倒するに従って、地方の穏健派との間には温度差が生まれ、溝は深まった。国民公会が、パリ独裁とも揶揄される強権的な中央集権政治を推し進めようとすれば、地方は反撥して抵抗するか、悪くすれば反乱を起こす危険すらあった。後にジロンド派追放の影響で起こったリヨンの反乱はまさにそうした中央の暴走に対する地方の離反に他ならなかった。
恐怖政治のパリは、上級地方行政機関（県行政は上級と下級（コミューン）とに二分化されていた）を概ね反革命的（いわゆる連邦主義的）であると見なしていた。そこで地方が中央政府から離反するのを防止するとともに、地方を粛清し、中央の政策の実施を円滑化するために、地方の末端まで掌握する出先機関として派遣議員制度を位置づけ、山岳派を中心に、敢えて急進的な革命家が選ばれて派遣されたわけである。その意味で派遣議員はアンシャン・レジーム期の地方総監（） (fr:Intendant) やナポレオン体制における知事（） (Préfet) に相当する機関であったとも指摘される。地方は革命的民主主義独裁に書き換えられた。

#### 恐怖政治

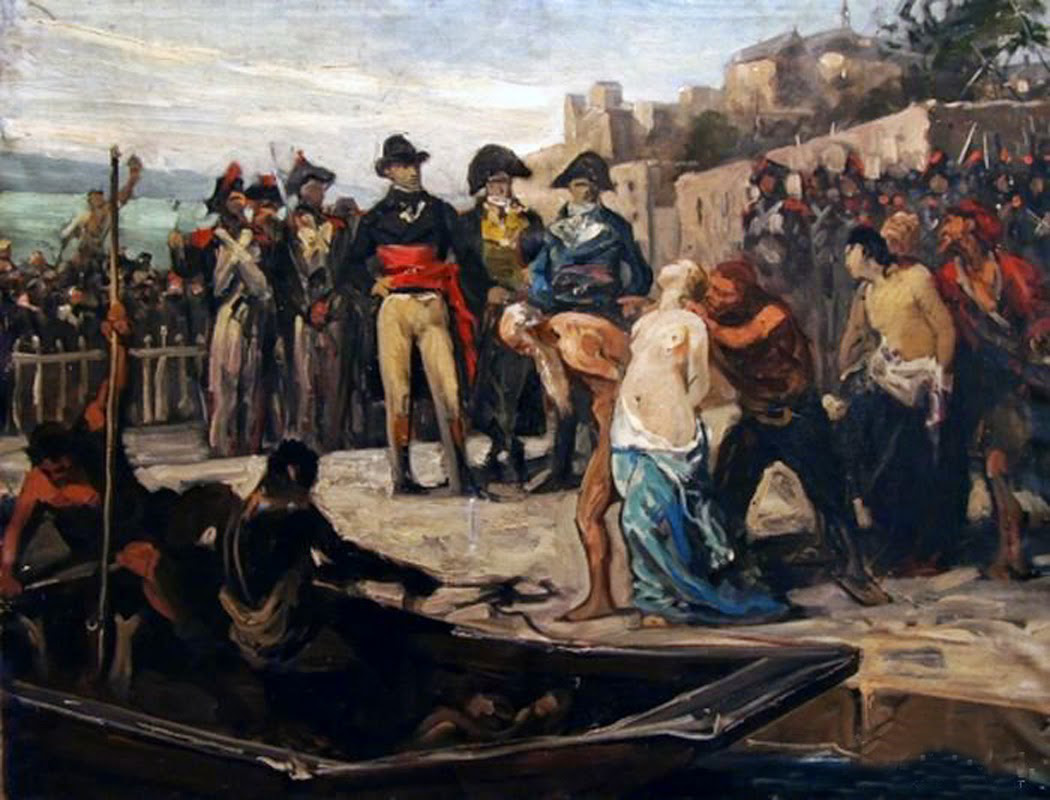
『ナントの溺死刑』 (1882年作)、中央に立つのが派遣議員カリエ

ジロンド派が追放されると、累進強制公債（いわゆる革命税）の徴収が始まったが、これを実際に行ったのも派遣議員であった。アルザス地方に派遣されたサン＝ジュストとルバ (Philippe-François-Joseph Le Bas) は、同地域の革命税を総額1,062万リーブルと設定し、24時間以内に支払いが完了しなかった場合、1日でも滞納した者は1ヶ月間投獄すると布告した。193人の裕福なストラスブール市民が6,000から300,000リーブルの間で個別に税額を割り当てられ、支払いが強制された。ある商人は30万リーブルを割り当てられたが18万リーブルしか集められなかったので、3時間、ギロチン台の柱に縛り付けられ、処刑の恐怖感を味わわされた。またこのほかに、ビール醸造業者にも計25万リーブル、パン屋商店主にも計30万リーブルが課税され、すべての銀行家と公証人は逮捕されて、財産は没収された。このように恐怖政治の経済テロルは苛烈であったが、これはまだ適正に徴収が行われた方の例である。
問題になったのは、不正な徴収と、それに絡む派遣議員の腐敗であった。不正な徴収は、当初は私利私欲というよりも、特定の階層を狙い打ちにした政治的弾圧の色彩が強かった。ジャコバン・クラブの会員は最初から課税を免除され、サン・キュロットもたとえ課税相当の年収（下限は年収1万リーブルとされた）があっても課税されることはなかった。また外国人銀行家の財産も、当初に限れば、平原派の国民公会議員の庇護下にあって没収を免れた。標的となったのは前述の穏健ブルジョワジーであった。
1793年8月23日に国民総動員令が施行されると、その運行を一任された派遣議員は名実共に現場の責任者となり、重要度を増した。軍や県の行政に加え、彼らには恐怖政治の実践という責務も加わった。中央連絡委員会を軸とする革命的行政は、従来の県行政に対抗する権力として君臨し、しばしば地元当局の粛清や住民の大量虐殺など、極端な革命的手法に走ったことで、フランス革命に強烈な印象を残すことになった。
また派遣議員フーシェは、「リヨンの霰弾乱殺者」として有名になる前に、ジェール県やニエーヴル県などの管区に2回派遣され、エベール派の政治家ショーメット (Pierre Gaspard Chaumette) らと非キリスト教化運動を進めたことでも異彩を放っていた。派遣議員布告は、国民公会の法令と同等の効力を持ったので、彼らのように自己の信条を勝手に地方で実現させる者が現れていたことも注視すべきである。

### 恐怖政治下の軍隊
軍隊での活動もまた派遣議員の重要な役割であった。前述のように、彼らの任務は監視と後方支援であった。派遣議員制度が始まる前に、すでに軍隊から元貴族士官のほとんどが追放され、1791年から1792年7月17日までの間に593名の将官が亡命によって除籍されたり、停職処分を受けていた。国内に残った貴族出身者の多くは（後に元帥になるダヴーのような）愛国者であり、潔白を証明され次第、原隊に復帰した。よって誤解されることが多いが、派遣議員の使命は、本来、将軍を粛清することではなく彼らの仕事を助けることにあった。
初期の革命戦争の敗北の原因は、軍隊内の規律の崩壊にあった。ディロン将軍 (Théobald Dillon) が命令に不満を持った味方の兵士から撃たれて死んだ事件に代表されるように、統制の無い状態で指揮は不可能であった。軍事司法制度は改革の途中にあり、国民公会は将軍や将校の権限を制限する一方で、独立した裁判を設けて審議を迅速化させ、兵士が命令に服従し、軍隊の規律が維持されるように心を砕く必要があった。1793年5月12日、新しい軍刑法が制定され、各軍には軍事裁判所制度、軽罪裁判所が設立されることになった。11月11日には派遣議員ラスコトの提案で訴訟手続きが簡略化され、さらに1794年1月22日は派遣議員に2つ目の軍事裁判所を設置する権限が与えられた。これは裁くべき兵士の規律違反（主に略奪と脱走）が極めて多かったからである。統制の回復は派遣議員の監督に委ねられ、規律は「アリストクラートによって作られた隷属の道具」だという義勇兵の不服従の態度に鉄槌が下されると、軍の統率は劇的に回復した。
軍需品の確保については、サン＝ジュストとルバがたった24時間で1万足の靴と2,000の寝台を徴発した話が有名であるが、あらゆる物資の徴発と無制限の人員の徴用が可能な総動員法のもとでは、ヴァンデやリヨン、マルセイユやトゥーロンなどの内地での反乱に対して迅速に鎮圧部隊を編成する際などに、派遣議員のもつ強権は特に効果を発揮した。

#### 派遣議員の暴走

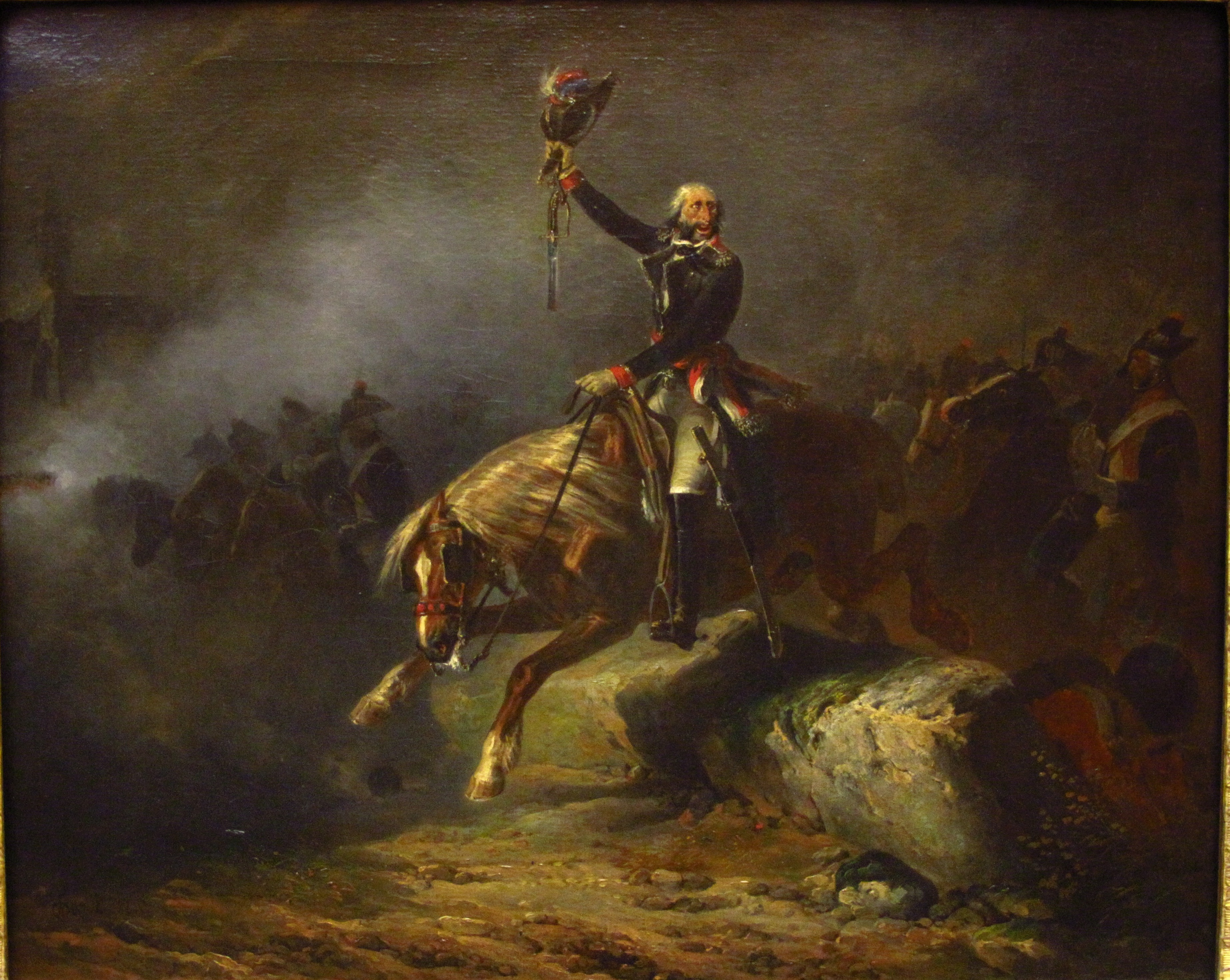
『マイエンス包囲で活躍したメルラン・ド・チョンヴィル』
(画)ニコラ＝トゥサン・シャルレ（ルーヴル美術館蔵）

しかし軍隊では派遣議員自身が混乱の原因となったこともまた事実であった。越権行為や権限の乱用が後を絶たなかったからである。
派遣議員は指揮権を持っていなかったが、前述のように任免権や逮捕権があり、将軍と兵士達を恐怖で支配することが可能で、監督官のように振る舞うことができた。アルプ軍付きの3名の派遣議員（デュボワ＝クランセ、アルビット、ゴティエの3名）はシャリエ派の援助要請を受けて、反乱を起こしたリヨン市を包囲する軍隊を興したが、この攻囲軍の最高責任者は、軍司令官のケレルマン将軍ではなく、戦争委員会の有力委員でもあった派遣議員デュボワ＝クランセ (Edmond Louis Alexis Dubois-Crancé) であった。マインツ包囲戦 (Siege of Mainz (1793)) でも、派遣議員メルラン・ド・チョンヴィルが決定権を持った。またモブージュが包囲された時、派遣議員ジャン＝バプティスト・ドルーエ (Jean-Baptiste Drouet) は捕虜になることを恐れ、指揮命令系統を無視して、自ら竜騎兵部隊を指揮して血路を開き、単独で脱出した。これは早計な行動であり、後にワッチニー会戦の勝利によってモブージュの包囲は解かれた。そのワッチニーでは派遣議員カルノーは突撃する部隊の先頭に立ったし、派遣議員バラスもトゥーロン攻囲戦でのファロン山の戦いに加わった話を回顧録に書いた。派遣議員の何人もが（程度の差こそあれ）権限を越えて好んで戦闘行為に参加したと見られる。
派遣議員は長期間同じ場所に留まることは少なく、交代や任地の変更、召還が頻繁に行われたが、二つ以上の軍が合流した場合など、同一地域で複数の議員団が活動すると、グループ同士で対立することがしばしば見られた。トゥーロン攻囲戦においては派遣議員が一時的に7名（リコールとオーギュスタン・ロベスピエール、バラスとフレロンとエスクディエ、サリチェッティとガスパランの3組）もいて、軍司令官は作戦会議で彼らを説得しなければ方針を決定できなかった。派遣議員が対立したとき、裁定するのは公安委員会であったが、前線からの派遣議員の報告が国民公会と公安委員会の唯一の判断材料であることも多かったので、彼らに都合良く情報操作することも容易であった。政治の軍隊への干渉は悲惨で、結果として愛国者が裏切り者として告発され、些細な失敗が悪意ある重大な過失として喧伝され、政治的中傷や恣意的な粛清が横行した。イタリア軍司令官ブリュネ (Gaspard Jean-Baptiste Brunet) は、王党派を宣言したトゥーロン市が英国艦隊を招き入れた事件に関して、派遣議員バラスとフレロンによってこの陰謀を察知して食い止めるべきだったと責められ、1793年8月8日に停職処分となり、同じく派遣議員オーギュスタン・ロベスピエールとリコール (fr:Jean François Ricord) の手で反革命容疑者であるとの不利な報告をされたことで、アベイ監獄に送致されて処刑された。北方軍司令官ウーシャール将軍 (Jean Nicolas Houchard) は、4名の派遣議員（ガイ・ド・ヴェルノン (fr:Léonard Honoré Gay de Vernon) 、デルブレル (fr:Pierre Delbrel) 、エンツ (Nicolas Hentz) 、ルバスール（Levasseur）の4名）に猜疑の目で見られて度々指揮に介入を受けた挙げ句、オンショオット会戦 (Battle of Hondschoote (1793)) に勝利したにもかかわらず、追撃が不徹底だったとして1793年9月23日に逮捕され、革命裁判所で反逆者という不当な判決を受けて処刑された。
他方、政治的に好ましいと見なされた将官は能力以上に不当に優遇された。派遣議員ロンサン (Charles-Philippe Ronsin) は無能なロシニョール将軍 (Jean Antoine Rossignol) をサン・キュロット出身であるという理由で、数々の失態から擁護した。ロシニョールは西部軍司令官を罷免された後も、ダントンやロベスピエールに弁護され、ブレスト沿岸軍司令官に復帰すらできた。同様に最も無教養なリーダーと評されたレシェル将軍 (Jean Léchelle) も、ロンサンとは旧知の間柄で、志願兵からの叩き上げであったという理由だけで、西部軍司令官に指名された。レシェルは地図すら読めず、隊列の動かし方も知らなかったのにである。
革命家を自認していた多くの派遣議員は、旧特権階級出身者の将軍を槍玉に挙げ、彼らを意図的に罰することで自分の評判を上げようとした。また山岳派の一部、特にロベスピエール派は軍人から将来の独裁者が登場する懸念を持っていて、力のありすぎる将軍はできるだけ排除しようと努めた。戦役初年度ではわずか20名に過ぎなかった将軍の解任は、派遣議員制度ができた1793年には275名に増加し、内17名が革命裁判所へ送られて処刑された。1794年には77名の将軍が解任され、内67名が同様の運命を辿った。この間、戦死を遂げた将官は80名足らずで、戦場でよりも多くの将軍が不当な粛清によって命を落としたことになる。

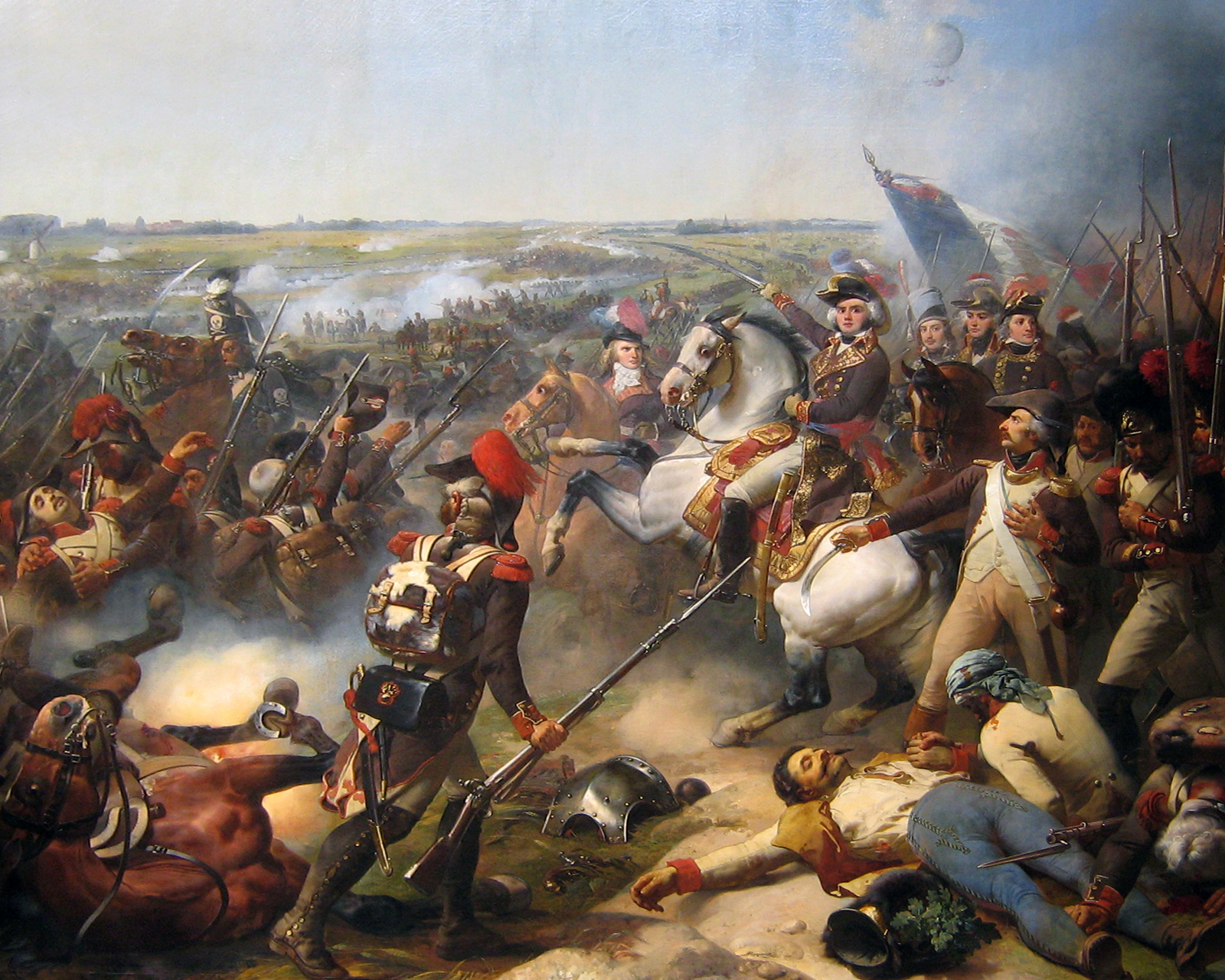
『1794年のフルーリュス会戦』(ヴェルサイユ宮殿展示物）, ジュールダン将軍の奥に描かれているのが派遣議員サン＝ジュスト

軍隊に赴いた派遣議員の中で、あらゆる意味で最も際だった活動をしたのはサン＝ジュストであった。彼は派遣議員であると同時に公安委員でもあり、公安委員には指揮権も認められていたので、文字通りのオールマイティー（）の厄介な存在であった。1793年10月24日、彼は前線に到着するやいなや、第1次ヴィサンブール会戦 (First Battle of Wissembourg (1793)) で敗北したライン軍に活を入れるために、ベテランの旅団長イザンベール（Augustin Isambert）を部下達の目の前で射殺させた。また軍司令官を交代させ、若いオッシュ将軍とピシュグリュ将軍 (Jean-Charles Pichegru) を大抜擢した。彼らはそれぞれ活躍したが、ピシュグリュがライン軍司令官としてサン＝ジュストとルバに完全に従ったのに対して、才気溢れる将軍であったオッシュはモーゼル軍（軍付きの派遣議員はラコストとボドー (Marc Antoine Baudot) ）を指揮して第2次ヴィサンブール会戦 (Second Battle of Wissembourg (1793)) で勝利し、ランダウを解放するなどサン＝ジュストの面目を失わせるほど活躍した。結果、彼の逆鱗に触れ、危険なほど増長したオッシュは異動になって逮捕投獄される憂き目に会う。1794年6月19日、6度目のシャルルロワ包囲において、大砲の配備の遅れに怒ったサン＝ジュストは「明朝6時までに準備を整えろ」という命令を守れなかった砲兵大尉を処刑したが、慎重なジュールダン将軍に圧力をかけ続け、フリュールス会戦を勝利に導きもした。スーアン将軍 (Joseph Souham) 配下の旅団長だった（後に元帥となる）マクドナルはこのとき出自を理由にまさに粛清リストに載っていたが、テルミドール直前にサン＝ジュストがパリに呼び戻されたので、難を逃れた。
総論として、会戦に敗れれば派遣議員は軍司令官に責任を転嫁し、会戦に勝利しても嫉妬と虚栄心とが派遣議員と軍司令官との協力関係にひびを入れたので、その成功例は希であった。軍隊への派遣議員制度は、指揮に関して有害でしかなかったと結論付けられる。

### 腐敗と粛清
派遣議員には広範囲に無制限の権限があり、国民公会には自分に都合良く事後報告できたので、公安委員会以外の誰にも従う必要がなかった。彼らは知事、司令官、検察、裁判長、陪審、議会を兼任していたに等しかった。アクトン卿は「絶対権力は絶対的に腐敗する」という警句を残したが、この権力の過度の集中はやはり腐敗の温床になった。
派遣議員カリエは、1793年11月に「ナントの溺死刑」と呼ばれる処刑を行って有名になったが、彼は革命軍マラー中隊の60名を私兵として使ってこの殺戮を行わせた一方で、自分は2人の若い情婦を侍らせ、軍行政に介入する権力乱用を行い、食糧御用商人と結託して財産を成した。「全僧侶、全商人を皆殺しにせよ」と言う裏では、賄賂を払った商人達は保護していて、彼らの支援で豪華な邸宅に住んで裕福な生活をしていた。
派遣議員タリアンは、ジロンド派の根拠地であったボルドーにイザボー (Claude-Alexandre Ysabeau) およびショドロン・ルソー (fr:Guillaume Chaudron-Rousseau) と共に派遣され、恐怖政治を始めたまではよかったが、テレーズ・カバリュスの美貌に籠絡され、彼女を刑務所から出して愛人とした。以後、誰を処刑して誰を処刑しないかは彼女の意向が反映されることになった。また愛人を独占するためにタリアンはボルドー司令官ブリュヌを讒言してパリに追い返した。彼女のタリアンへの影響力は日増しに強まり、受刑者の身内はホテルで彼女に賄賂を支払って釈放を願い出るようになった。
革命税が導入された当初から、町の有力者を手当たり次第に反革命の容疑をかけて逮捕して、相当額を支払った者だけを釈放するということは広く行われていたが、腐敗が進行すると、巨額の身代金を要求して、たとえ払っても処刑されるようになった。身代金は裁判官や派遣議員らで山分けにされた。このような汚職は、ボルドー、リヨン、マルセイユ、トゥーロンなどの商業都市で顕著であった。革命家はブルジョワジーへの血の報復と金銭的利益の両方の満足を手に出来た。

#### フリメール14日法以後
派遣議員制度は、中央が決定した政策を地方で実施するためのもの、言い換えれば、中央集権制を徹底する目的であったと述べたが、これは矛盾を孕んでいた。国家の危機という状況の中で派遣議員には絶対的な権限が与えられた。彼らはこれにより中央に伺いを立てることなく即決即断で革命政治を実践できたが、これは中央の統制を受けないということであり、派遣議員制度そのものが自律的地方分権の性格を持っていたからである。
公安委員会もこの矛盾に気づき、ビヨー＝ヴァレンヌとサン＝ジュストを中心に1793年10月頃から行政制度全般の刷新を始めて、12月4日、フリメール14日法を成立させた。
この法令により、派遣議員は、毎日という煩わしい公安委員会への報告頻度が10日毎の報告に緩和された一方で、権限には制限が加わった。これまで派遣議員に認められていた将軍の停職や交代の権限は、暫定的処置に格下げされ、24時間以内に公安委員会に報告して裁可を受けることが任務とされた。決定権は公安委員会が持ち、書面での正式な承諾がなければ解任することができなくなった。公安委員会の統治に関する決定は、派遣議員によっても覆せないことが明記された。県の総参事会は解散され、行政官も廃止されたが、中央連絡委員会も「すべての統治の統一性を覆す、連邦主義を志向するものとして」糾弾され、法令公布の24時間以内に解散するように厳命が出て、地方行政の二重権力は解消された。県と郡町村という階層構造を解消するともこの法は謳っており、県行政の範囲は大幅に縮小され、地区と市町村が行政の基本単位となって、それぞれに政府代理官が配置されて直接統治することになった。これによって派遣議員の行政への関与も遮断された。また国民公会の承認を得ずに、派遣議員が武力を用いて恣意的に革命税を徴収することを禁止し、公示することなく、公共資産の処分や土地登記の変更を行うことも禁止した。後者は没収財産を競売によらず議員の後援者に格安で売却や譲渡してその見返りを貰うという不正が横行していたためである。
1794年春、公安委員マクシミリアン・ロベスピエールは、派遣議員への監視と統制を強めるようになった。それまで公安委員会のその役割は十分に機能していたとは言い難かったが、今後、派遣議員に期待される役割は、軍隊や統治機構が遅延なく機能していることを確認する監視人であり、もはや独裁官ではなかった。悪行がパリまで鳴り響いていたカリエ、タリアン、フレロン、バラスらは1月末から2月初旬にかけて召還された。フーシェは（清廉な人物であったので）汚職ではなく大量殺戮の容疑で3月末に召還された。召還を受けた派遣議員たちの多くはまだパリには到着していなかったが、その3月にはエベール派とダントン派の大量粛清があった。タリアンは狼狽しつつも、つてを使って3月21日に国民公会議長の地位についた。これはロベスピエールを益々憤慨させた。
ロベスピエールは1794年4月15日に公安委員会直属の9名の密使を任命し、派遣議員を素行を調査し、動かぬ腐敗の証拠を集めるように指示した。特に彼は若いジュリアンを信任し、カリエとタリアンの調査を行わせた。ボルドーでは、タリアンが去った後も、カバリュスがイザボーや軍事裁判所の裁判官ラコンブを籠絡して町を支配していた。ロベスピエールはこの女のことを知ると激怒し、ジュリアンはカバリュスの愛人になって情報を集めた。彼女はパリに来るように仕向けられ、5月に逮捕された。
百数十人の派遣議員経験者の多くは山岳派であったが、彼らはその活動において何らかの後ろめたいことがあった。というのも、1793年の秋から冬にかけてならば反革命容疑者の大量虐殺や革命税の巨額徴収は称賛されたが、1794年の夏には行き過ぎたか疑わしい行為でしかなくなっていたからだ。かつて革命的と評価された非キリスト教化運動にいたっては外国勢力の陰謀ということになっていた。過去が粛清の理由になりえるならば誰もが粛清の対象になりえ、廉潔の士ロベスピエールの厳しい目は脅威であった。このような情勢の変化についていくには政治家は保身に走らざるをえなかった。山岳派は分裂し、ロベスピエール派は主流派から乖離して孤立した。
絶対権力者の地位から次の被告人の立場に落とされた元派遣議員たちは、議会多数派の平原派を必死に説得して抱き込んで、1794年7月27日、テルミドール9日のクーデターに至った。これに愛する人が監獄にいることを知ったタリアンの貢献は少なくなかった。しかし注目すべきは、カリエのような極左分子もロベスピエールを独裁者として糾弾したことで、カリエはクーデター成功後に極右に転向したタリアンをジャコバン・クラブから除名しているが、召還された派遣議員たちは政策信条の垣根を越えて団結し、権力闘争に臨んだ。反ロベスピエール派の中核は彼らであり、カリエやビョー＝ヴァレンヌなどは恐怖政治をさらに押し進めるように主張していたのであって、恐怖政治に反対して団結したというわけではなかった。ゆえに恐怖政治を葬るには、クーデターの後のさらなる闘争で極右派の追放と極左派の壊滅を必要としたわけである。事実、カリエはクーデターから間もなく失脚、処刑された。
派遣議員制度はクーデター後の末期国民公会でも継続されたが、ビヨー＝ヴァレンヌ、コロー・デルボワら過去に過激な政策をとった議員は徐々に追放されて1人また1人と失脚していった。共和暦3年憲法の制定と共に従来の制度は廃止される。軍隊は派遣議員の支配から解放されたが、一方で次第に政治的影響力を増し、ロベスピエールがかつて予告したように、軍隊から真の独裁者（ナポレオン・ボナパルト）が誕生することになった。